# Herálec (stacja kolejowa)
Herálec – stacja kolejowa w miejscowości Herálec, w kraju Wysoczyna, w Czechach Znajduje się na wysokości 540 m n.p.m.
Na stacji nie ma możliwości zakupu biletów, a obsługa podróżnych odbywa się w pociągu.

## Linie kolejowe
- 237 Havlíčkův Brod - Humpolec